# Беляев, Игорь Ипполитович
Беляев Игорь Ипполитович (1910—1984) — советский гигиенист, доктор медицинских наук, член-корреспондент АМН СССР (1969).

## Биография
Родился в с. Муравьёво Череповецкого уезда Новгородской губернии.
В 1932 году окончил факультет санитарии и гигиены 1-го ММИ. Его учителями были Николай Александрович Семашко, Альфред Владиславович Мольков, Алексей Николаевич Сысин и другие.
В течение 18 лет руководил санитарно-эпидемиологической службой в Канавинском районе г. Горького. Параллельно работал в качестве главного специалиста по водоснабжению в госсанинспекции.
С 1950 года заведующий кафедрой общей гигиены в Горьковском медицинском институте.
В 1953 году защитил диссертацию на тему «Гигиенические проблемы хозяйственно — питьевого водоснабжения крупного промышленного города».
Научные работы посвящены гигиене воды и водоснабжения. Вместе со своими коллегами и учениками разработал аспекты гигиены и интенсификации процессов обработки воды на водопроводных сооружениях, объяснил положения организации санитарной охраны водопроводных сетей и источников водоснабжения населённых пунктов, исследовал новые препараты для повышения качества воды.
Беляев опубликовал около 120 научных работ, включая 3 монографии. Был членом правления Всесоюзного и Всероссийского научных обществ гигиенистов, членом редакции совета журнала «Гигиена и санитария», редактором редакции отдела «Общая и коммунальная гигиена» 3-го издания Большой Медицинской Энциклопедии.
Награждён орденом Трудового Красного Знамени и медалями.

## Сочинения
- Санитарные условия распределения воды в населенных пунктах, Руководство по ком. гигиене, под редакцией Ф. Г. Кроткова, том 2, стр. 347, Москва, 1962
- Санитарно-гигиенический контроль за централизованным хозяйственно-питьевым водоснабжением, Москва, 1968
- Профилактика заболеваний сердечно-сосудистой системы. Москва, 1969.